# 米尔恰·伊里梅斯库
米尔恰·伊里梅斯库（羅馬尼亞語：Mircea Irimescu，1959年5月13日—），罗马尼亚男子足球运动员，司职中场。他曾代表罗马尼亚国家队参加1984年欧洲足球锦标赛，结果队伍止步小组赛阶段。